# Passeig Anselm Clavé (Sentmenat)
El passeig Anselm Clavé és un passeig històric de Sentmenat  a la comarca del Vallès Occidental, del qual uns quants edificis són inclosos en l'Inventari del Patrimoni Arquitectònic de Catalunya.

## Casa al número 42

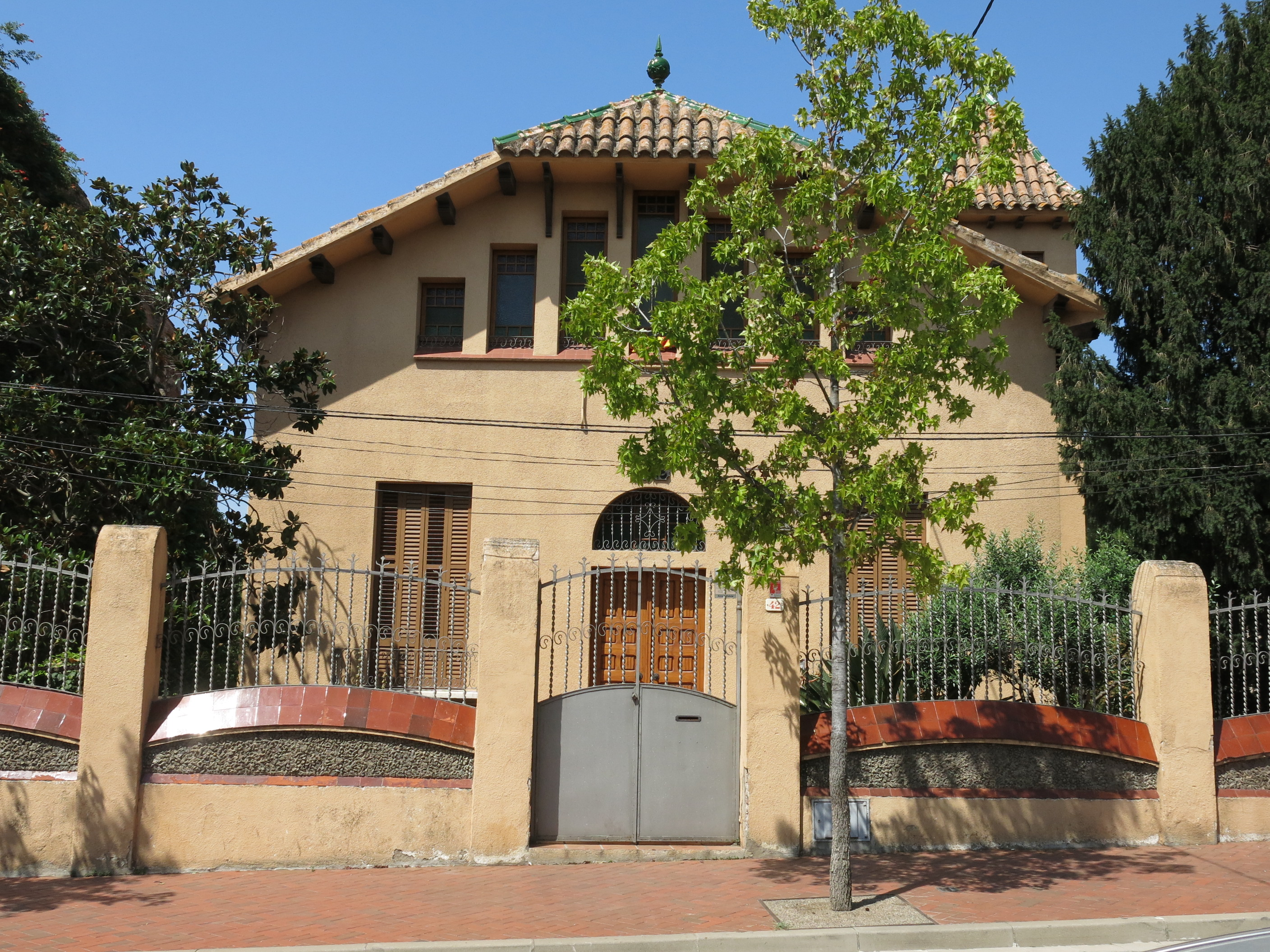
Torre Pujol

La Torre Pujol és una casa unifamiliar aïllada amb jardí, formada per planta baixa i un pis, amb teulada a dues vessants amb el carener perpendicular a la línia de façana. La façana principal té la porta d'accés rectangular centrada, amb tarja de ventall superior i dues finestres rectangulars als costats. Al primer pis hi ha set obertures rectangulars, més gran la central i en gradació decreixent cap als extrems. A la banda dreta del conjunt, a la part posterior, hi ha una torre de base quadrada amb coberta de pavelló que té tres obertures rectangulars a cada cara. Són interessants les xemeneies de ceràmica vidriada que sobresurten de la teulada. L'edifici va ser construït a inicis del segle xx.

## Casa al número 54

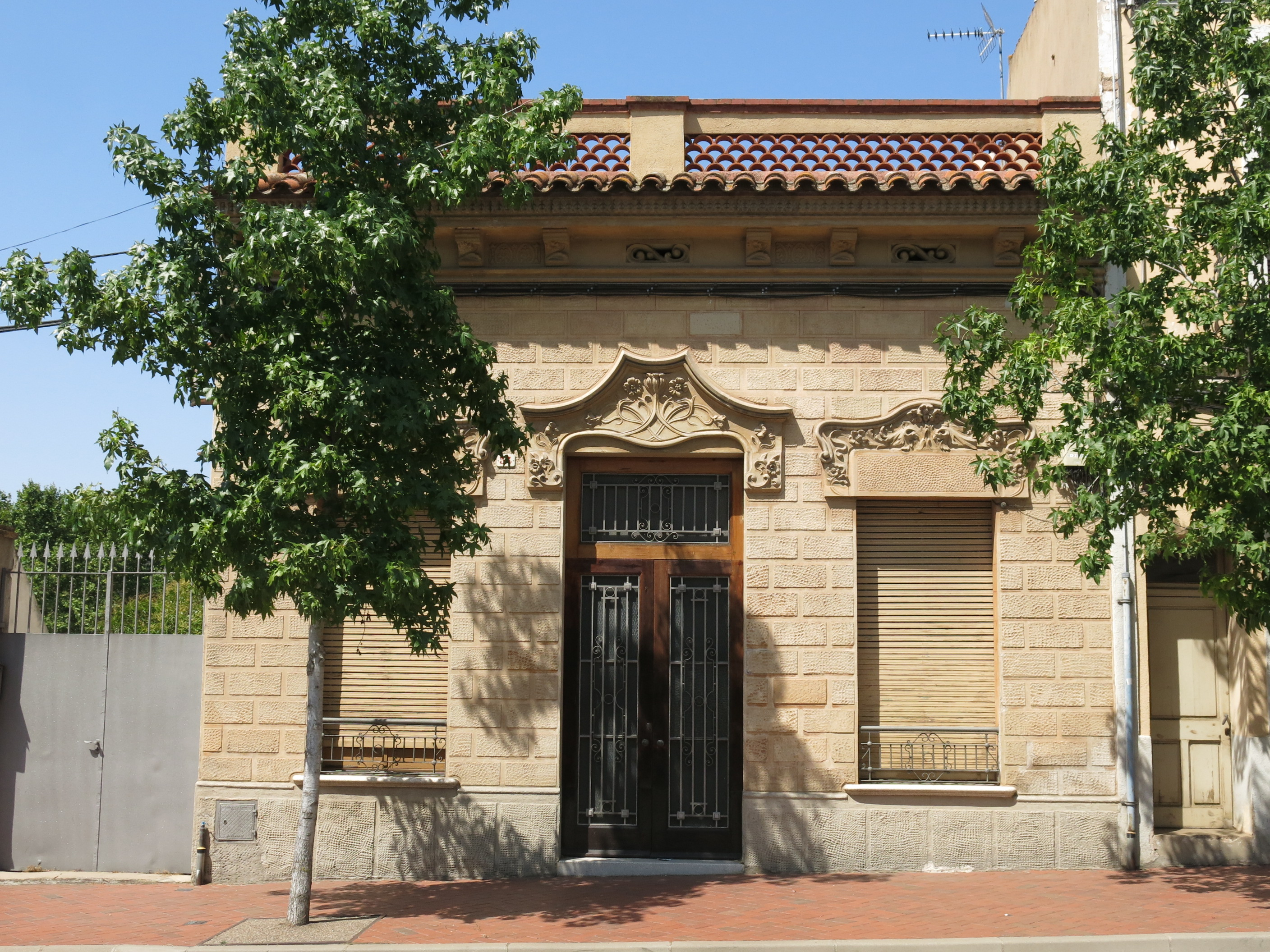
Casa al núm. 54

Petit edifici de planta rectangular amb jardí posterior, format per una planta baixa. Té tres obertures allindanades; la central és la porta d'accés i les laterals són finestres amb balcó ampitador. És remarcable l'ornamentació de la part superior d'aquestes obertures, amb relleus florals d'estil modernista. El coronament de l'edifici és amb barana superior, sota la qual hi ha un petit ràfec decoratiu sostingut per mènsules amb decoració floral. L'edifici va ser bastit a inicis del segle xx, dins les pautes estètiques del modernisme, però en la vessant més popular.

## Casa al número 73

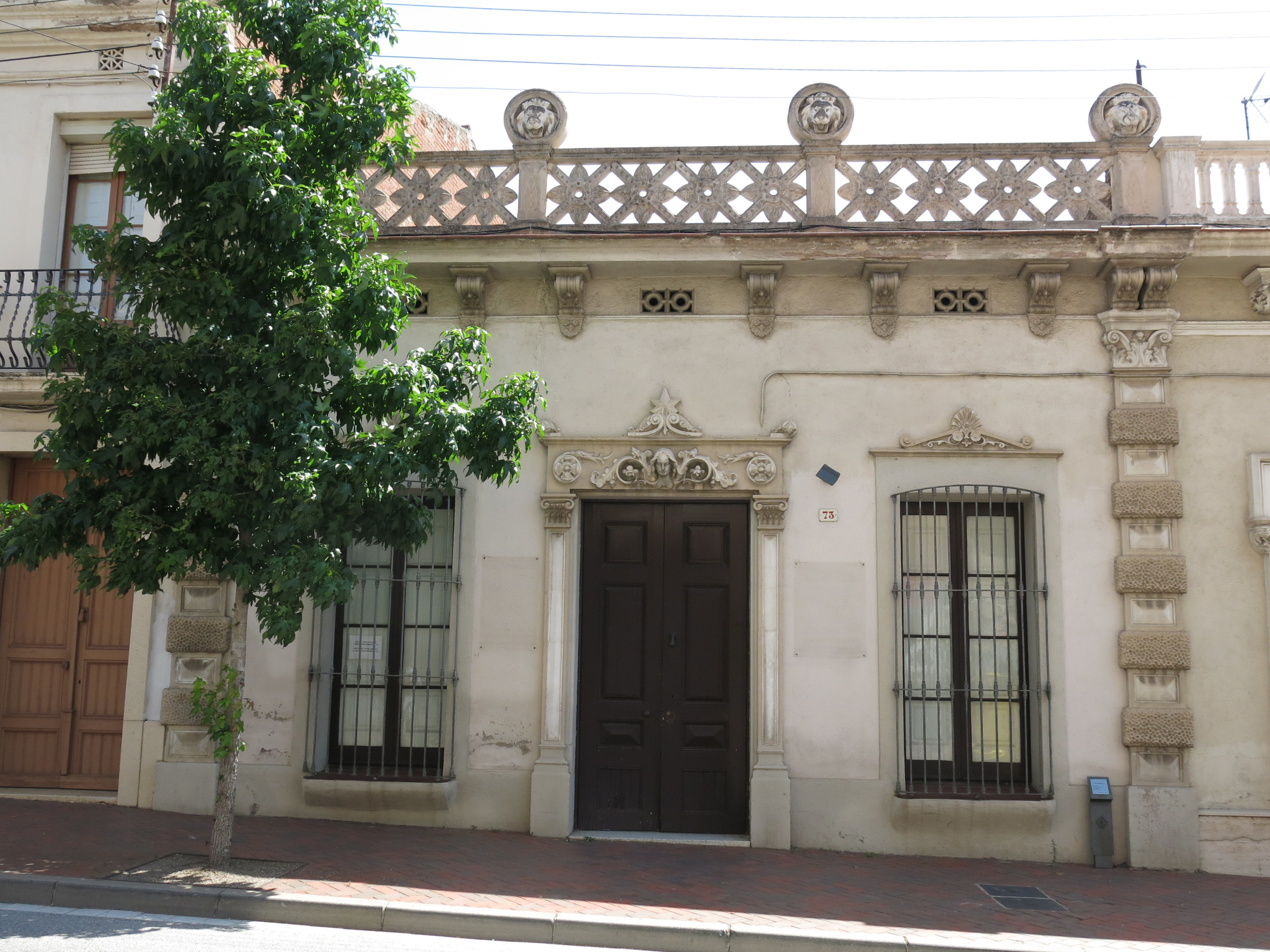
Casa al núm. 73

Petit habitatge entre mitgeres de tipologia senzilla, format per una planta baixa. La façana mostra tres obertures allindanades i la central, és la porta d'accés. El coronament és amb barana calada sostinguda per cornisa sobre permòdols. És remarcable la decoració escultòrica d'aquesta façana, amb elements d'inspiració clàssica (pilastres, capitells, mènsules...) que es combinen amb els motius ornamentals de la llinda de la porta d'accés, de factura modernista. La tipologia d'aquest edifici permet situar la construcció devers els primers anys del segle xx i forma part d'un conjunt d'habitatges de les mateixes característiques, bastits durant aquell període, al llarg del Passeig d'Anselm Clavé.

## Casa al número 75

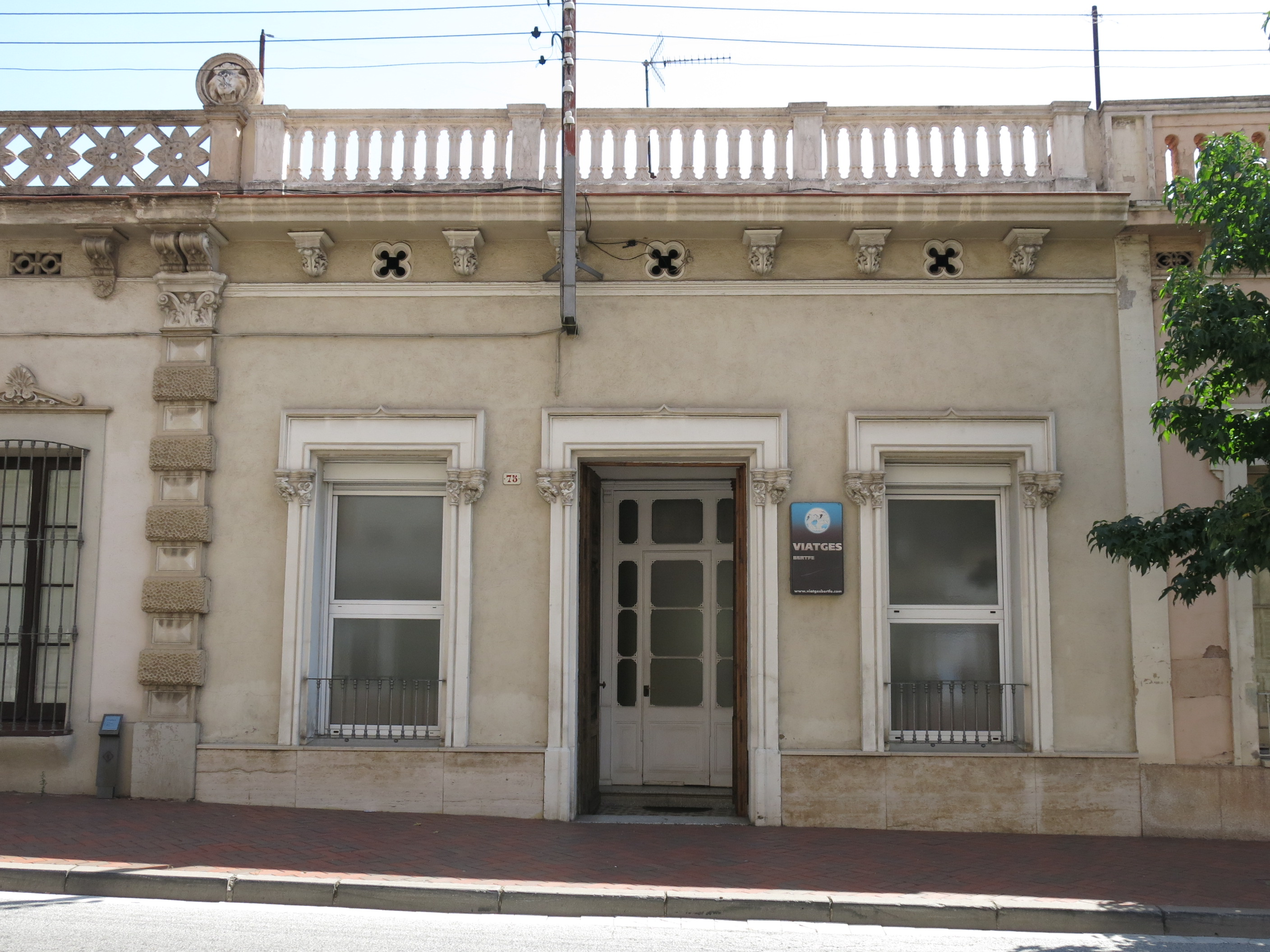
Casa al núm. 75

Petit edifici entre mitgeres de planta baixa, de tipologia senzilla amb tres obertures. La porta d'accés allindanada centra la composició de la façana: a banda i banda hi ha finestres amb balcó ampitador. Són remarcables els motius escultòrics que decoren la part superior de les finestres, d'inspiració gòtica. El coronament de l'edifici és amb barana sobre una cornisa sostinguda per mènsules florals que alternen amb cambres d'aire amb forma de quadrifoli.
L'edifici va ser construït a finals del segle xix o principis del xx i forma part d'un conjunt de petits habitatges, bastits en aquell període, al llarg del Passeig d'Anselm Clavé.

## Casa al número 77

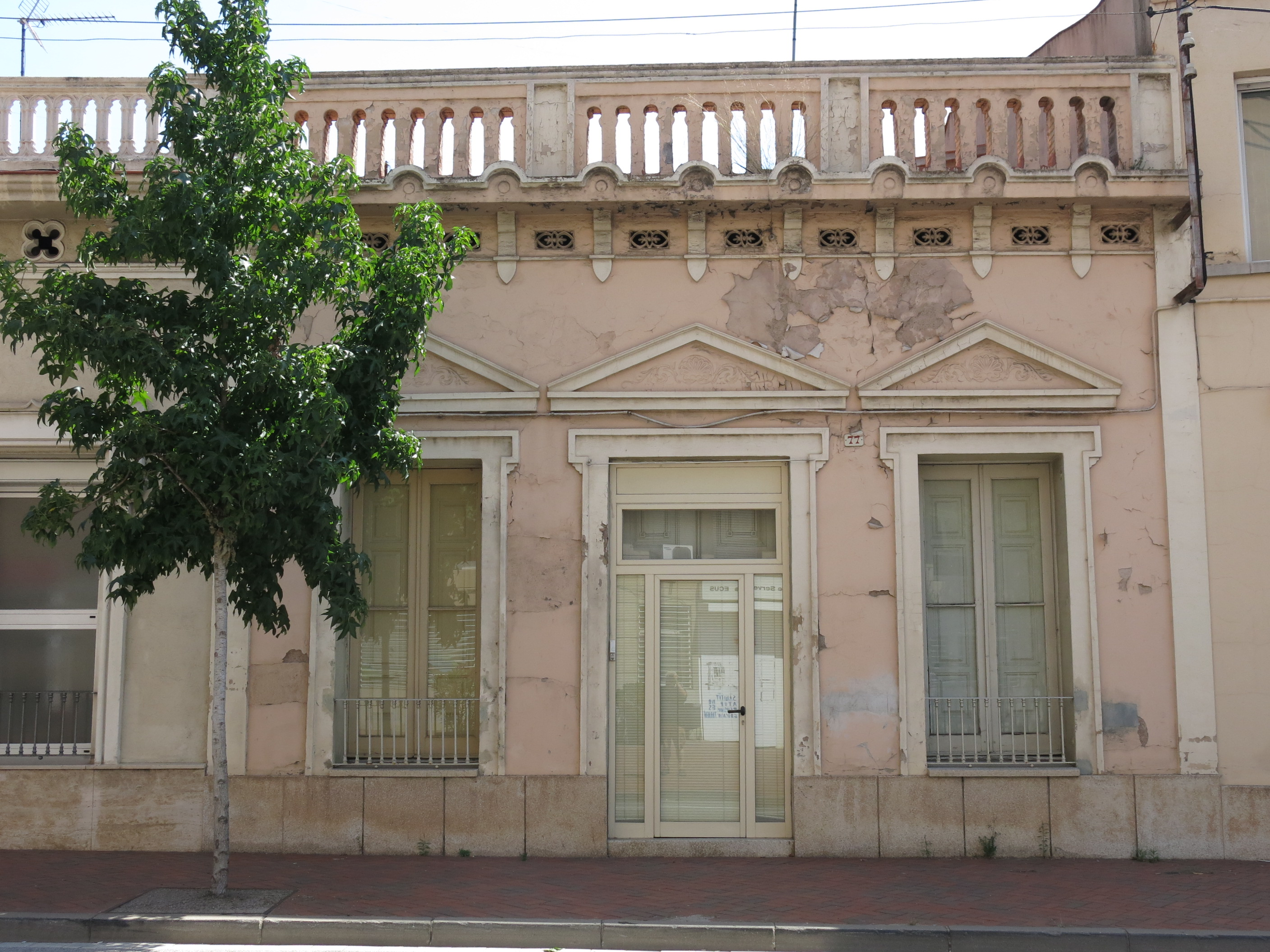
Casa al núm. 77

Petit edifici entre mitgeres de planta baixa. Té la porta d'accés rectangular, centrada, i dues finestres als costats de la mateixa tipologia, amb balcó ampitador. Les tres obertures tenen emmarcaments de pedra. A la part superior de les obertures hi ha motllures decoratives en forma de frontó, amb decoració floral a l'interior. Les cambres d'aire, situades entre petits permòdols de cornisa, també mostren un senzill motiu decoratiu. Aquesta ornamentació, es complementa amb una cornisa i la barana superior, de maó. Les característiques tipològiques d'aquest edifici permeten datar la construcció vers els primers anys del segle xx.

## Casa al número 85

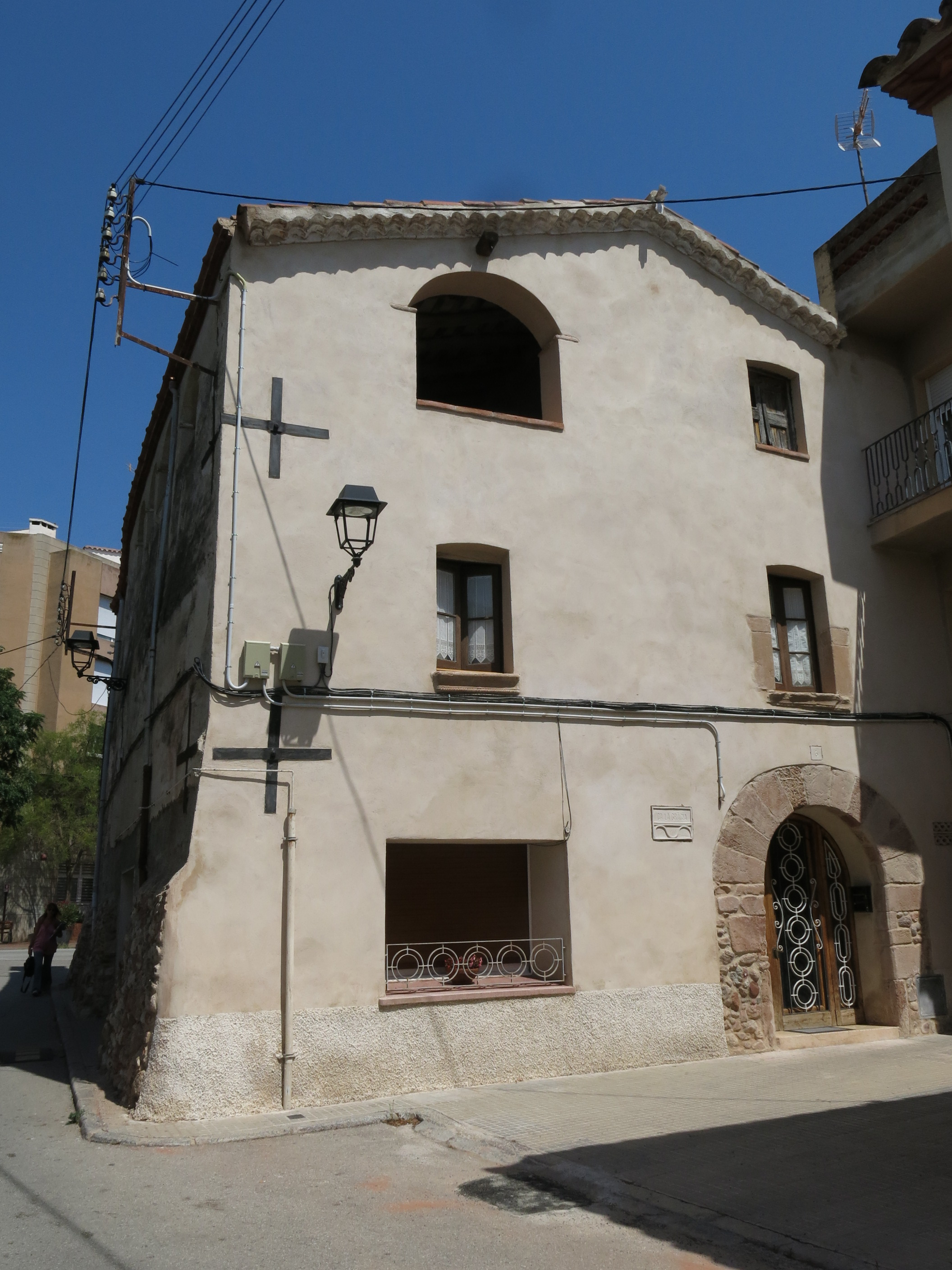
Ca la Gràcia, al núm. 85

Ca la Gràcia és un edifici de planta baixa, pis i golfes, amb teulada a dues vessants amb el carener perpendicular a la línia de façana. La façana principal, orientada a migdia, té la porta d'accés d'arc de mig punt adovellada, situada a la banda dreta, i una finestra rectangular a l'esquerra, producte d'una reforma. Al primer pis hi ha dues finestres d'arc escarser molt rebaixat, amb ampit de pedra, i al pis de les golfes, una finestra de la mateixa tipologia a la dreta, i una obertura més gran i d'arc escarser a l'esquerra. A la façana lateral hi ha diverses obertures irregulars a la planta baixa i al primer pis, mentre que al pis de les golfes, hi ha sis obertures d'arc escarser.